# Trichocerca insulana
Trichocerca insulana är en hjuldjursart som först beskrevs av Hauer 1937.  Trichocerca insulana ingår i släktet Trichocerca och familjen Trichocercidae. Inga underarter finns listade i Catalogue of Life.